# Callopistes maculatus
Espèce
Statut de conservation UICN

 LC  : Préoccupation mineure
Synonymes
- Aporomera ornata Duméril & Bibron, 1839
- Aporomera ocellata Guichenot, 1848

Callopistes maculatus est une espèce de sauriens de la famille des Teiidae.

## Répartition

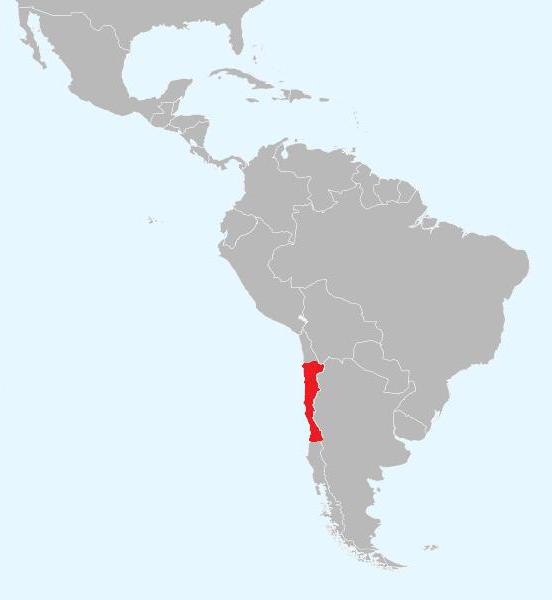
Répartition de l'espèce.

Cette espèce est endémique du Chili. Elle se rencontre de la région d'Antofagasta à la région du Maule.

## Liste des sous-espèces
Selon The Reptile Database (22 mai 2012) :
- Callopistes maculatus atacamensis Donoso-Barros, 1960
- Callopistes maculatus maculatus Gravenhorst, 1838
- Callopistes maculatus manni Donoso-Barros, 1960

## Publications originales
- Donoso-Barros, 1960 : La familia Teiidae en Chile. Revista chilena de historia natural, vol. 55, p. 41-54 (texte intégral).
- Gravenhorst, 1838 "1837" : Beiträge zur genaueren Kenntniss einiger Eidechsengattungen. Nova Acta Academiae Caesareae Leopoldino-Carolinae, vol. 18, p. 712-784 (texte intégral).